# سیارک ۱۲۵۳۴
سیارک ۱۲۵۳۴ (به انگلیسی: 12534 Janhoet، نامگذاری:1998LB3) دوازده هزار و پانصد و سی و چهارمین سیارک کشف شده‌است که در ۱ ژوئن ۱۹۹۸ کشف شد.
قدر مطلق سیارک برابر ۲۴.۵ است.